# La Vallée (Amiens)
Pour les articles homonymes, voir La Vallée (homonymie).
Le quartier La Vallée situé à l'est du centre-ville d'Amiens à proximité de la gare du Nord, s'étend entre les boulevards intérieurs à l'ouest, la Somme au nord, les installations ferroviaires au sud, et le quartier de La Neuville à l'est. Loti à la fin du XIXe siècle, le quartier connaît au début du XXIe siècle une rénovation et une extension urbanistiques de grande ampleur.

## Histoire

### Antiquité
Le petit quartier La Vallée jouxtant la gare du Nord a une histoire ancienne. C'est là que furent mis au jour, entre 2006 et 2018, au cours de fouilles archéologiques de sauvetage précédant des travaux d'urbanisme, à l'est de la gare du Nord, les vestiges du théâtre gallo-romain de Samarobriva, de 133 m de diamètre, des vestiges d'entrepôts du Ier siècle et une nécropole du IIIe siècle, situés à la périphérie de la ville romaine. Après la chute de l'empire romain, cet espace fut abandonné et ne fut urbanisé qu'avec l'arrivée du chemin de fer au milieu du XIXe siècle.

### Époque moderne, un manoir et une ferme
La première mention d'une propriété près de l'actuelle halle Freyssinet date de 1524, dans le registre de l'hôtel-Dieu. La propriété échut ensuite à l'abbaye Saint-Martin-aux-Jumeaux. 
Le quartier tire son nom du château de La Vallée, résidence au XVIIIe siècle de la famille Le Quieu de Moyenneville, et de son parc limité, à l'ouest, par un ancien fossé de la ville appelé le Vivier. La propriété fut ensuite rachetée par François Casimir d'Hangest.     Le domaine se prolongeait, à l'est, par des prairies qui s'étendaient jusqu'au quartier de La Neuville. Au nord, le quartier est limité par la rue de Verdun et la Somme et au sud par la rue Dejean et les installations ferroviaires.

### Lotissement du quartier auxXIXeetXXesiècles
Le quartier, de taille modeste, a été loti à partir de la seconde moitié du XIXe siècle avec l'arrivée du chemin de fer qui limita le quartier au sud. Les installations ferroviaires et le trafic de fret entraînèrent la construction d'entrepôts, de bureaux, d'immeubles d'habitation, de l'église du Sacré-Cœur.
Les destructions de la Seconde Guerre mondiale amenèrent la reconstruction partielle de l'habitat. Dans la seconde moitié du XXe siècle fut construite la gare routière jouxtant la gare ferroviaire, un centre commercial avec parking.
À partir des années 1970, le quartier connaît une transformation urbanistique profonde. La gare routière a été reconstruite dans les années 1970. Dans les années 1980, elle a été surmontée par un centre commercial « Amiens 2 » qui n'a guère réussi à se développer jusqu'ici. Le dépôt des bus urbains a été installé rue de Verdun.

### La restructuration du quartier au début duXXIesiècle
Au début du XXIe siècle, le quartier subit une restructuration de grande ampleur :
- la halle Freyssinet désaffectée par la SNCF devenue friche industrielle devrait être réhabilitée ainsi que l'Île aux Fruits ;
- un jardin public, le parc Nisso Pelossof, est en cours d'aménagement à l'arrière du groupe scolaire La Vallée, à l'emplacement de l'ancien dépôt des bus urbains. Il relie la rue Dejean à la rue de Verdun ;
- une passerelle enjambant la rue de Verdun devrait relier le quartier aux hortillonnages ;
- outre des immeubles de rapport, une cité administrative doit être construite[1].

## Morphologie du quartier
Le quartier a été construit selon un plan hippodamien :
- quatre axes parallèles, la rue de la Vallée (axe majeur du quartier), la rue Jean Mermoz, la rue de La Morlière et la rue de Verdun raccordent le quartier au boulevard d'Alsace-Lorraine ;
- trois axes perpendiculaires, la rue du Vivier, la rue Serrassin Claudius Antoine, et la rue Legrand d'Aussy structurent également le cœur du quartier ;
- des voies secondaires relient la rue Serrassin à la rue Legrand d'Aussy, les rues Paul-Tellier, Masclef, de Mareuil et Cottrel-Maisant ;
- la rue Dejean et la rue de Verdun reliées entre elles par les rue Lapostolle et la rue Neuve Dejean prolongent le quartier vers l'est jusqu'au quartier de La Neuville.

L'essentiel de l'habitat est composé de maisons individuelles en brique avec quelques immeubles d'habitat collectif. Des entrepôts ou ancien entrepôts sont situés à la périphérie du quartier, à l'est.
La restructuration du quartier prévoit la construction sur 10 ha de 435 logements, 11 000 m 2 de bureaux et un hôtel de 100 chambres, un atelier de création artisanale pour en faire un « quartier écologique », lien entre la gare et les hortillonnages.